# Battaglia di Arderydd
La battaglia di Arderydd (o Arfderydd) fu combattuta, secondo gli Annales Cambriae, nel 573 d.C. Le fonti gallesi sono in contrasto tra di loro sul numero delle forze in campo. A scontrarsi furono gli eserciti di Gwenddoleu e i cugini Peredur e Gwrgi (principi dell'Ebrauc) e Riderch Hael, sovrano di Strathclyde. Gwenddoleu fu sconfitto e le sue forze massacrate. Il bardo Lailoken impazzì e cominciò a vagare nella foresta. Questa figura potrebbe essere alla base del personaggio arturiano di mago Merlino.

Un manoscritto del XV secolo che riporta la storia chiamata Lailoken e Kentigern colloca la battaglia in una pianura tra Liddel e Carwannok, che sarebbe Arthuret, vicino a Longtown, nel Cumberland (ora Cumbria).